# مجتمع حزب الشاي
مجتمع حزب الشاي هي موقع للتواصل الاجتماعي والسياسي  الهدف منه أن يكون بديلاً للفيسبوك لكي يقوم باستخدامه الأمريكيون المحافظون، وتأسس بواسطة كين كرو وتيم سيلاتي الأب وتيم سيلاتي الابن في نوفمبر 2012 وتم إطلاقه في 2 فبراير 2013. وفي يناير 2013 اتهم كرو الفيسبوك بتعمد استهداف الأعضاء المحافظين للرقابة ووصف الموقع الجديد باسم «بيت جديد للمحافظين وحركة حزب الشاي في أمريكا»، ويمكن أن يساعد الموقع في تسهيل «العملية التنظيمية» للحركة. جماعة حزب الشاي تشبه الفيسبوك من الناحية الجمالية، والتي وصفها كرو بأنها متعمدة. واعتبارًا من 1 فبراير فإن الجماعة قد اجتذبت أكثر من 50000 عضو.

## وصلات خارجية
- Official website